# Robin Crusoe, der Amazonenhäuptling
Robin Crusoe, der Amazonenhäuptling ist eine US-amerikanische Filmkomödie aus dem Jahre 1966. Das Drehbuch basiert auf einer Erzählung von Walt Disney, die er unter dem Pseudonym Retlaw Yensid (sein Name rückwärts gelesen) schrieb und Motive des Romans Robinson Crusoe von Daniel Defoe aufgreift. Der Film wurde am 29. Juni 1966 uraufgeführt. In Deutschland erschien er am 4. August 1967 erstmals in den Kinos.

## Handlung
Lieutenant Robin Crusoe ist Pilot bei der US-Navy. Auf einem Routineflug über dem Pazifik muss er aus seiner Maschine per Fallschirm aussteigen. Tagelang treibt er ohne Wasser und Nahrung auf dem Meer, bis er auf einer kleinen Insel angespült wird. Er entdeckt geheimnisvolle Fußabdrücke, denen er folgt. Er entdeckt ein gestrandetes japanisches U-Boot aus dem Zweiten Weltkrieg und den Schimpansen Floyd. Der Affe wurde ins Weltall geschossen und ist durch einen Unfall auf der Insel gelandet.
Robin und Floyd bleiben zusammen und richten sich auf der Insel ein. Mit dem überall wuchernden Bambus bauen sie sich alles, was sie brauchen, sogar einen Golfplatz. Eines Tages treffen sie auf eine Eingeborenenfrau. Robin nennt sie Mittwoch. Sie erklärt dem Piloten, dass ihr Vater, der Häuptling einer Nachbarinsel, sie verbannt habe, weil sie die Hochzeit mit einem Mann, den er für sie ausgesucht hat, verweigert hat. Es dauert nicht lange, dann erreichen auch andere Frauen die Insel, die verbannt wurden. Robin bildet aus ihnen eine Armee. Als der Häuptling Tanamashu mit seinen Männern auf der Suche nach den Frauen die Insel erreicht, kommt es zu einem Kampf zwischen ihnen und den Frauen.
Auf der Insel steht ein Steingötze, den die Eingeborenen verehren. Mit Hilfe von Utensilien aus dem U-Boot lassen sie die Eingeborenen glauben, der Steingötze sei über den Häuptling und seine Männer verärgert. Die Frauen feiern ihren Sieg, Robin tanzt mit Mittwoch. Als man ihm erklärt, dass der Tanz ein Eheversprechen sei, fliehen Robin und Floyd zum Strand, den gerade ein Hubschrauber der Navy überfliegt. Die beiden werden aufgenommen und zu einem Flugzeugträger geflogen, wo Robin als Held begrüßt wird.

## Kritiken
Das Lexikon des internationalen Films beschreibt den Film als „[p]arodistisch gemeinte, aber ziemlich klamaukhafte Komödie mit nur wenigen witzigen Gags.“
Der Evangelische Film-Beobachter zieht folgendes Fazit: Dieser […] Buntfilm aus der Walt Disney-Werkstatt […] kommt mit bemerkenswertem Schwachsinn daher und ist in jeder Hinsicht zu entbehren.

## Auszeichnungen
Dick Van Dyke wurde 1967 mit dem Goldenen Laurel als bester Hauptdarsteller in einer Komödie ausgezeichnet.

## Hintergrund
Drehort des Films war San Diego. Die Szenen auf dem Flugzeugträger wurden auf der Kitty Hawk gedreht. Das Flugzeug, aus dem Crusoe aussteigen muss, war eine Chance Vought F-8 Crusader.
Für die Spezial-Effekte sorgten Peter Ellenshaw und Eustace Lycett. Tiertrainer war der spätere Filmregisseur Stewart Raffill.